# Alyssomyia frayleana
Alyssomyia frayleana är en tvåvingeart som beskrevs av Artigas och Luis E. Parra 2006. Alyssomyia frayleana ingår i släktet Alyssomyia och familjen rovflugor. Inga underarter finns listade i Catalogue of Life.